# Abu Said Majhani
Abu Said Majhani ili Abusa'id Abolkhair ili Abu Sa'id Abul Khair (Persijski:ابوسعید ابوالخیر) (7. decembar 967 — 12. januar 1049), takođe poznat i kao Šejh Abusaid ili Abu Sa'id, bio je poznati persijski sufist i pesnik koji je značajno doprineo razvoju sufističke misli.
Većina podataka o njegovom životu je poznata zahvaljujući knjizi Asrar el Tavhid (اسرارالتوحید, ili "Misterije ujedinjenja") koju je napisao Mohamad Ibn Monavar, jedan od njegovih unuka, 130 godina nakon smrti.
Za vreme života je postao slavan u islamskom svetu, čak i u udaljenoj Španiji. Bio je prvi sufistički pisac koji je koristio obične ljubavne pesme kao sredstvo da izrazi i objasni svoj misticizam, te je igrao značajnu ulogu u razvoju persijske sufističke poezije. Najveći deo života je proveo u Nišapuru.

## Literatura
- E.G. Browne. (1998). Literary History of Persia. ISBN 978-0-7007-0406-4.. (Four volumes, 2,256 pages, and twenty-five years in the writing)
- Jan Rypka,. History of Iranian Literature. Reidel Publishing Company.. ASIN B-000-6BXVT-K